# Diecezja Butembo-Beni
Diecezja Butembo-Beni (łac. Diœcesis Butembensis-Benensis) – diecezja rzymskokatolicka w Demokratycznej Republice Konga. Powstała w 1934 jako misja sui iuris Beni w Kongu Belgijskim. Promowana do rangi wikariatu apostolskiego w 1938, diecezja od 1959 - od 1960 pod nazwą Beni, a od 1967 pod obecną.

## Główne świątynie
- Katedra: Katedra Matki Kościoła w Butembo
- Konkatedra: Konkatedra św. Augustyna w Beni

## Biskupi diecezjalni
- Henri Piérard AA (1934–1966)
- Emmanuel Kataliko (1966–1997)
- Melchisedec Sikuli (od 1998)